# Lucrècia (Joan Ramis)
Lucrècia és una obra de teatre del neoclassicisme català, de caràcter tràgic, escrita l'any 1769 per l'autor menorquí Joan Ramis i Ramis quan tenia vint-i-tres anys.

## Argument
L'any 509 aC, Roma estava sota el jou d'un rei estranger: el tirà Tarquini el Superb, que havia abolit la constitució i que abusava del poble. El fill del tirà viola Lucrècia, esposa del general Col·latí i ella se suïcida; Brutus, tribú i company de Col·latí jura venjança davant el cadàver de Lucrècia: els etruscs són expulsats i s'instaura la República Romana.

## Anàlisi i estructura
L'estructura de l'obra, en cinc actes, amb el plantejament de l'acció al primer, el nus al tercer i el desenllaç al cinquè, és clarament dintre la tradició raciniana. La forma mètrica -apariats alexandrins- ho és també. El tema, tret de la història de Roma, és igualment il·lustratiu de la fidelitat amb què Joan Ramis aplica les tècniques neoclàssiques.
Tant per l'estructura com pel ritme dels versos i la matisació psicològica dels personatges, és una obra d'una extraordinària precisió. A més de presentar el drama de l'honor conjugal, la tragèdia és una ardida defensa de la llibertat i un atac a la tirania. L'acció comença en el setge d'Ardea, on lluiten Colatinus, marit de Lucrècia, i Sext Tarquini, fill de Tarquini el Superb, rei de Roma, amb les tropes romanes contra els assetjats. Al vespre, Tarquinus explica a Lucrècia el comportament heroic del seu marit i li explica, a més, que ha estat a punt d'ésser víctima d'una traïció. Arriba també Colatinus i el primer acte es clou amb un soliloqui de Brutus contra la tirania.
El segon acte s'inicia amb el diàleg entre Tarquinus i el seu confident Mànlius. Aquell li explica la passió que ha nascut a la seva ànima. Com que han de partir tots cap a Ardea, Colatinus s'acomiada de Lucrècia.
Al tercer acte Tarquinus decideix restar, tot i que Manlius s'esforça a dissuadir-lo, i declara el seu amor a Lucrècia, adolorida per l'absència del marit. Tarquinus li proposa el divorci, però ella li respon: i us vener com a fill del rei que el cel m'ha dat, / però jo vener més la mia lleialtat.
La tensió dramàtica es manté al quart acte en el dilema que Tarquinus planteja a Lucrècia: Tarquinus: En fin, aquesta on l'hora / on deveu decidir, deveu determinar, / si vós voleu morir, si vós voleu regnar. Lucrècia: Siau amb mi furiós, siau amb mi cruel, / sempre serè constant, sempre seré feel. Tarquinus està decidit a violar-la, tot i que Mànlius l'adverteix que això acabarà de posar el poble en contra d'ell.
El darrer acte s'obre amb la lamentació de Lucrècia, deshonrada, la qual, a la vegada, ataca el tirà: Tot indica, traïdor, la vostra perdició; / ja es cansa de sofrir la nostra nació. / Jo lo veig ja venir el dia que els romans / trauran indignament de Roma sos tirans. I, en un diàleg amb Júnia, la seva confident, manifesta que, per a ella, no hi ha altre camí que la mort. Arribat Collatinus, ella li ho explica: Aquell traïdor / ha violat ton llit i m'ha robat l'honor i en presència d'ell, de Brutus i d'altres cavallers es clava un punyal. Colatinus pren a tots jurament de venjança contra els tirans damunt el punyal amb què s'ha suïcidat Lucrècia.
Lucrècia conté ja des del primer acte un element temàtic significatiu, que el lliga d'una banda als corrents europeus i de l'altra al dinamisme de la societat en què Ramis vivia: la defensa de la llibertat, l'atac contra la tirania. Així, Brutus, en el monòleg que clou el primer acte, peça d'una alta qualitat literària i humana diu: Brutus descansarà quan ell se veu esclau? / Quan mir ple de dolor la trista pàtria mia / de Tarquino i sos fills sofrir la tirania? / No, no! Morir primer que soportar tal sort: / vida sens llibertat no és vida, sí que és mort. L'amor a la llibertat, que impulsava la burgesia progressista europea del segle xviii enfront de les estructures aristocràtiques, encaixava perfectament amb el món dinàmic i expansiu de Menorca vers el començ del darrer terç de la centúria la defensa de la llibertat confereix a la tragèdia un interès actual.
Brutus, que té un paper curt, és la revolució: "vida sens llibertat no és vida, sí que és mort". "El regne dels tirans no sempre durarà: / la força l'ha format, ella el destruirà] I així s'uniran tots els romans contra el tirà, justificant la venjança per mitjà del bé comú. Però a més, l'acció transcendirà el temps: "Així lo deveu fer si desitjau servir / d'exemple, de model als segles a venir". La mort del tirà tindrà aleshores una triple justificació: venjança personal, alliberament de Roma, exemple per a la humanitat.
Finalment, Lucrècia és una obra d'una estimable qualitat literària, poc abundant en el segle xviii. Ja els primers versos tenen perfecció formal i majestat. Però també ja des del primer acte els personatges adquireixen profunditat i matisació. Joan Ramis intenta convertir aquesta llengua culta administrativa en una llengua literària. El seu esforç per evitar els dialectalismes, substitueix de vegades formes genuïnes -aquest, això, idò / doncs- per castellanismes -este, esto, pues.